# マーダーミステリー (ゲーム)

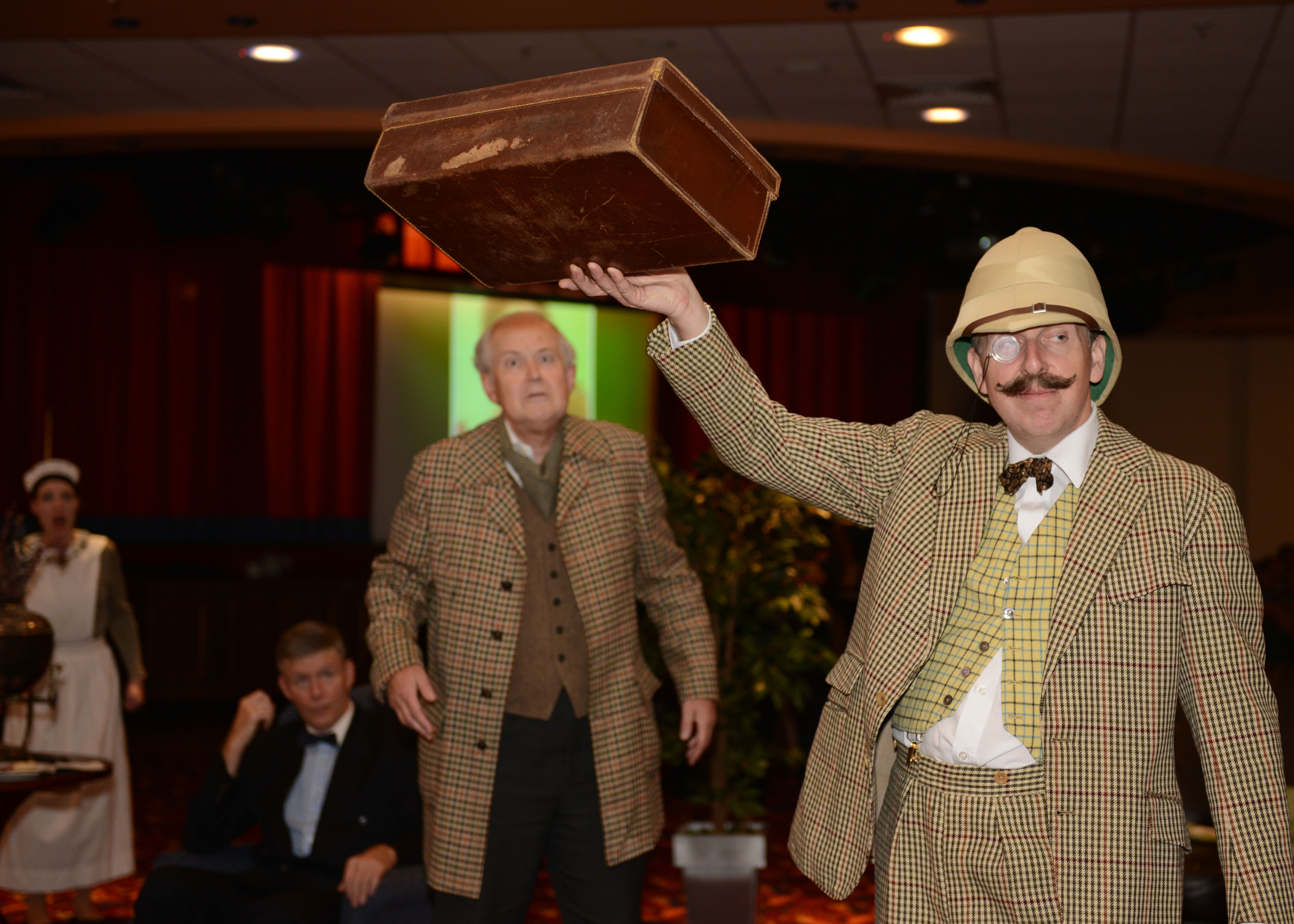
ライブアクション・マーダーミステリーの一幕。コスプレをした人物が手掛かりを示している。

マーダーミステリー（英語：Murder mystery game）はパーティーゲームの一種である。通常、殺人などの事件が起きたシナリオが用意され、参加者は物語の登場人物となって犯人を探し出したり、犯人役の人は逃げ切る事を目的として会話をしながらゲームを進める。
それぞれの役柄のバックボーンや事件当日の行動などがシナリオとして用意されており、まさに自分自身が推理小説の世界に入ったような体験ができる。さらに、各シナリオは一度体験するとすべての謎が解けてしまうので一生に一度しかプレイできないことも特徴的。
広義のマーダーミステリーはまた、公共や来場の施設等でのパフォーマンスを指す場合もある。イベントや企業のチームビルディング、その他のプロジェクトで使用される一種のドラマ劇であり、この場合は幾人かの犯人候補や容疑者が俳優によって演じれられ、訪問するゲストは探偵として行動するものが一般的である。
マーダーミステリーの参加者は1人で行えるものから、10人などの多人数で行えるものまで様々な種類があり、大規模なものでは250人や400人のイベントもある。日本ではイベント形式で開催される公演型の店舗やボードゲームカフェのようにテーブルゲーム形式で遊べる店舗、オンラインで遊べるアプリなどがある。

## 起源
この種のゲームの成立にはシャーロック・ホームズに代表される19世紀の推理小説の人気獲得まで起源を遡る事が出来る。ウインク殺人事件（wink murder）やウインクキラー（トランプゲーム）は遅くとも20世紀初頭には成立したとされている。1930年代にはJury Boxが初めて出版された。ボードゲーム形式としては1948年の『クルード（Cluedo）』が初で、1980年代の北米でテーブルトークRPGのブームに乗り一時的な流行を起こした。1986年から1987年にかけてはMafia（別名 : Werewolf、人狼）が開発され、これが現代の「人狼ゲーム」の祖となった。

## 遊び方
パーティー形式で行われるマーダーミステリーは各プレーヤーが平等に参加出来るように設計されており、現実・オンライン上を問わず主催者が用意した会場でプレイする必要がある。カードやトークンといったコンポーネントやシナリオ、インターネットからダウンロード可能な電子シナリオが必要となる。
通常、プレイ時間は2～3時間程度が目安である。プレイヤーのシナリオには背景情報、自身が担当するキャラクターの紹介や事件解決に必要な手掛りが含まれている。単に各プレイヤーの手掛りを総合すれば事件を解決できるように設計されたゲームもある。プレーヤーはある程度の自由な調査、質問、秘匿などが出来るが、手番や制限が規定されている場合もある。一部のゲームや主催者によってはゲームの流れやシーンに沿ったキャラクター配置が指定される場合もある。
プレーヤーは通常、ゲームのシナリオ上で関係する役割と容疑者を担当し、シナリオにある情報やカードなどで得た手掛りからの情報を用いて質問したり、他のプレイヤーの質問に答えたりする必要がある。また、犯人役が自分が犯人であることを事前に知らされるゲームも、それが特定の段階でのみ判明するゲームもある。プレイヤー達は様々な要素から事件を調査し、制限時間内で事件の捜索を続けることとなる。

## ネタバレについて
マーダーミステリーは遊び切り形式のものが殆どで、これらは一度きりのプレイを前提としている。一度シナリオの内容と犯人を知ったプレイヤー参加者は以後に同じゲームに参加する事は出来ない。なお、ゲームマスター・ホスト役は可能である。このため、ゲームの紹介やプレイ例の提示の一環としてであっても「ネタバレ」は厳禁とされる。

## マーダーミステリーを題材とした作品
- アオイウソ〜告白の放課後〜（テレビドラマ、TOKYO MX、2021年）
- マーダー★ミステリー 〜探偵・斑目瑞男の事件簿〜（テレビドラマ・映画、朝日放送テレビ、2021年）
- 約束の場所へ〜或る少女の供述〜（漫画、月刊キスカ→WEBコミックガンマぷらす、2021年 - 2022年）
- 六月のタイムマシン（テレビドラマ、BS12、2025年）

## 店舗リスト
- トリックスター
- JOLDEENO（ジョルディーノ）
- Rabbithole
- Queen’ｓWaltz（クインズワルツ）
- これからミステリー
- ロストプロダクトエンターテイメント
- マダミスHOUSE
- NAGAKUTSU